# Miss República Dominicana 1972
Miss República Dominicana 1972 se llevó a cabo el 1 de marzo de 1972. Hubo 28 delegadas en el concurso. La ganadora escogida representará la República Dominicana en el Miss Universo 1972. Virreina fue al Miss Mundo 1972. El resto de la semifinalista fueron a diferente concurso internacionales. Esto es la primera edición del Concurso Nacional de la República Dominicana que las candidatas utilizan Trajes típicos nacionales representar su provincia y conseguir un premio del Mejor Traje típico provincial.

## Resultados
| Resultados                          | Candidatas |
| ----------------------------------- | --- |
| Señorita República Dominicana 1972  | Barahona - Ivonne Butler |
| Señorita Mundo República Dominicana | Puerto Plata - Teresa Medrano |
| Primera Finalista                   | Santiago - Sandra Pineda |
| Segunda Finalista                   | Duarte - Lucía Castro |
| Tercera Finalista                   | Ciudad Santo Domingo - Eva Toledo |
| Cuadra-finalistas                   | Salcedo - Lisbeth Ynoa Santiago Rodríguez - Gina Rioz Azua - Etna Sainz San Pedro de Macorís - Laila González Samaná - Eva Marte                |
| Semi-finalistas                     | La Altagracia - Germanialedys Ferreira San Cristóbal - Lila Ocoa La Romana - Amparo Lucres La Vega - Amelia Rodríguez Valverde - Isabel Monroig |

### Premios especiales
Mejor Rostro - Amparo Lucres (La Romana)

Mejor Traje Típico - Lila Ocoa (San Cristóbal)

Miss Fotogenica - Diana Súarez (Seibo)

Miss Simpatía - Ana Batista (San Juan)

## Candidatas
| Representa             | Candidata                              | Oriunda                    |
| ---------------------- | -------------------------------------- | -------------------------- |
| Azua                   | Etna María Sainz Costa                 | Azua de Compostela         |
| Bahoruco               | María Valentina Burlington Abreu       | Santo Domingo              |
| Barahona               | Ivonne Lucía Butler de los Montellanos | Barahona                   |
| Ciudad Santo Domingo   | Eva Arelís Toledo Arevalos             | Santo Domingo              |
| Dajabón                | María Antonieta de la Cruz Tias        | Santo Domingo              |
| Distrito Nacional      | Estefanía Digna di Ferrer Zouain       | Santo Domingo              |
| Duarte                 | Lucía Reyna Castro Martínez            | San Francisco de Macorís   |
| Espaillat              | Adriana Martha Windsrow Milos          | Santo Domingo              |
| Independencia          | Miledys Katalina Alvarado Coñado       | Santo Domingo              |
| La Altagracia          | Germanialedys Ana Ferreira Oviedo      | San Rafael del Yuma        |
| La Estrelleta          | Katia Mary Trujillo Merán              | Santo Domingo              |
| La Romana              | Amparo Zamina Lucres Luna              | La Romana                  |
| La Vega                | Amelia Victoria Rodríguez Vargas       | Jarabacoa                  |
| María Trinidad Sánchez | María Eugenia Cadús Tarragona          | Santo Domingo              |
| Monte Cristi           | María Caridad Ramírez Sánchez          | Santo Domingo              |
| Pedernales             | Ana Iris Duarte Valle                  | Santiago de los Caballeros |
| Peravia                | Martha Agnes Farfán Juanes             | Santo Domingo              |
| Puerto Plata           | Teresa Evangelina Medrano Espaillat    | San Felipe de Puerto Plata |
| Salcedo                | Lisbeth Tatia Ynoa Ureña               | Santo Domingo              |
| Samaná                 | Eva María Marte Rosario                | Santo Domingo              |
| San Cristóbal          | Lila Iliana Ocoa Soriano               | Santo Domingo              |
| San Juan               | Ana Eugenia Batista Roth               | Santo Domingo              |
| San Pedro de Macorís   | Ana Laila González Roman               | Santo Domingo              |
| Sánchez Ramírez        | Helga Karina Muñoz Sosa                | Santiago de los Caballeros |
| Santiago               | Sandra Magdalena Pineda Esmurdoc       | Santiago de los Caballeros |
| Santiago Rodríguez     | Mary Gina Rioz Espinoza                | San Ignacio de Sabaneta    |
| Seibo                  | Diana Mary Súarez Súarez               | La Romana                  |
| Valverde               | Isabel Magdalena Monroig Ramos         | Santo Domingo              |

## Trivia
- Esto es la primera edición del Concurso Nacional de la República Dominicana que las candidatas utilizan Trajes típicos nacionales representar su provincia y conseguir un premio del Mejor Traje típico provincial.
- Esta sería la primera y última vez que el premio Miss Rostro se dado a una candidata que no esté en la Top Final.